# Put Yourself in My Place
Put Yourself in My Place a fost al doilea single lansat de Kylie Minogue de pe albumul care îi purta numele. A fost lansat pe 14 noiembrie 1994, și a fost compus și produs de Jimmy Harry.
Melodia a devenit un hit de top 20, ocupând locul 11 atât în Australia cât și în Marea Britanie. În alte țări, precum Franța și Germania, a ocupat poziții joase în top.